# 小行星1805
小行星1805（1805 Dirikis）是一颗绕太阳运转的小行星，为主小行星带小行星。该小行星于1970年4月1日发现。
該小行星以拉脫維亞天文學家馬蒂斯·迪里凱斯（Matiss Dīriķis）命名。

## 轨道参数
小行星1805的轨道半长轴为3.1329286 UA，离心率为0.121。